# Lena Kindermann
Lena Kindermann (* 27. Juli 1999 in Greifswald) ist eine deutsche Volleyballspielerin.

## Karriere

### Vereinskarriere
Die aus Greifswald stammende Lena Kindermann besuchte zuerst das Friedrich-Ludwig-Jahn-Gymnasium in Greifswald und wechselte dann an das Sportgymnasium Schwerin. Während ihrer Zeit dort spielte sie für den VC Olympia Schwerin und wurde dabei zwischen 2015 und 2018 in der 2. Bundesliga eingesetzt. Nachdem sie ihre schulische Ausbildung abgeschlossen hatte, ging sie in die USA, um an der Jacksonville State University zu studieren, und spielte für das universitätseigene Volleyballteam in der Volleyball-Liga der National Collegiate Athletic Association. Anfang des Jahres 2023 kehrte sie nach Deutschland zurück und unterschrieb beim VfB Suhl Lotto Thüringen einen Profivertrag bis zum Saisonende. Ihr erstes Spiel für den neuen Verein in der Bundesliga absolvierte sie am 28. Januar 2023 gegen den VC Wiesbaden. Mit ihrer neuen Mannschaft beendete sie die Hauptrunde der Saison auf den sechsten Platz, sodass sie sich für die Playoffs qualifizierte. Dort unterlag das Team im Viertelfinale dem SC Potsdam. Zudem war sie mit dem VfB Suhl im Challenge Cup vertreten. Die Mannschaft erreichte das Halbfinale, in dem sie dem späteren Titelträger Chieri '76 Volleyball unterlag. Auch in der Saison 2023/24 erreichte Kindermann mit Suhl das Playoff-Viertelfinale und schied hier erneut gegen Potsdam aus.
Zur Saison 2024/25 verließ Lena Kindermann den Suhler Verein und wechselte in die Saforelle Power 6, die höchste Liga im französischen Frauenvolleyball. Sie schloss sich dort der Mannschaft von Pays d'Aix Venelles Volley-Ball an.

### Nationalmannschaftskarriere
Am 10. Mai 2024 debütierte Lena Kindermann unter Nationaltrainer Alexander Waibl für die deutsche Nationalmannschaft beim Testspiel gegen Rumänien.